# Claude Brixhe
Claude Brixhe (Serrouville, 24 de abril de 1933-2 de marzo de 2021) fue un lingüista francés y profesor emérito de la Universidad de Nancy en Francia. Investigó los dialectos del griego antiguo y modernos, el griego koiné, la historia del alfabeto griego y las lenguas anatolias.

## Griego koiné
En un artículo de 1993, Brixhe escribió sobre la influencia de la koiné en el dialecto dórico de Creta. Estudió las inscripciones cretenses del periodo helenístico y corroboró la presencia de formas que eran producto de la mezcla lingüística, así como las que podían atribuirse al koiné. Araceli Striano escribe: «Este hecho puso de manifiesto algo que los estudiosos ya sospechaban: la koiné no sustituyó súbitamente a los dialectos locales ni estos desaparecieron bruscamente. Por el contrario, el proceso de nivelación lingüística en el mundo de habla griega fue más bien gradual, favoreciendo la aparición de variedades locales estándar con sus propias particularidades distintivas, debido a la coexistencia de la koiné y de diferentes variantes del griego antiguo».

## Obras destacadas
- Le dialecte grec de Pamphylie. Documents et grammaire, Paris, Maisonneuve, 1976 (= Bibliothèque de l'Institut français d'études anatoliennes d'Istanbul, vol. XXVI, 19).
- (con Michel Lejeune) Corpus des inscriptions paléo-phrygiennes, Paris, Éditions Recherche sur les Civilisations, 1984 (= Institut français d'études anatoliennes, « Mémoire », no 45).
- Phonétique et phonologie du grec ancien I. Quelques grandes questions, Bibliothèque des Cahiers de l'Institut de Linguistique de Louvain 82, Louvain-la-Neuve, Peeters, 1996.